# Partit Liberal (Sud-àfrica)
El Partit Liberal de Sud-àfrica (Liberal Party of South Africa en anglès) va ser un partit polític de Sud-àfrica entre 1953 i 1968.

## Fundació
El partit liberal va ser fundat el 9 de maig de 1953 en una reunió de l'Associació Liberal Africana celebrada a Ciutat del Cap. Principalment va néixer perquè consideraven que el United Party era incapaç de liderar un progrés liberal a Sud-àfrica. El seu establiment com a tal es va produir durant la Crisi Constitucional pel Vot de la Gent de Color de la dècada de 1950 i la divisió del Comando Torch sobre la possibilitat d'integrar membres mixtes.
Els membres fundadors del partit van ser:
- Margaret Ballinger (Membre del Parlament sud-africà) - President del partit
- Alan Paton (escriptor) - Vicepresident
- Leo Marquard - Vicepresident
- Dr Oscar Wolheim - President Nacional
- Peter Brown - Director Nacional
- Leslie Rubin (Senador sud-africà) - Vicedirector
- Henry Selby Msimang

## Història
Durant la primera meitat de la seva vida, el Partit Liberal era relativament conservador, considerant que el seu primer objectiu havia de ser canviar la manera de pensar de l'electorat blanc.
Això va canviar a partir de 1959-1960. El Partit Progressista, fundat el 1959, va ocupar el terreny polític que havia estat ocupant fins aleshores. A més a més, el 1960 va tenir lloc la massacre de Sharpeville, seguida per la declaració de l'Estat d'Emergència per part del govern sud-africà, durant el qual molts dels membres del Partit Liberal van ser detinguts, canviant el punt de vista del partit. Un altre factor rellevant d'aquest període va ser l'ús de la traducció simultània durant els congressos del partit, fet que permetia als membres negres de les zones rurals expressar-se en els seus idiomes, podent parlat sense inhibicions per primera vegada.
Durant la dècada de 1960, finalment, el Partit Liberal va llençar-se inequívocament a cercar una Sud-àfrica democràtica sense distincions racials, abanderant l'eslògan "un home, un vot".
El Partit Liberal va presentar els seus candidats a les eleccions del bantustan del Transkei, a més a més d'ajudar els seus membres de les àrees rurals, així com a altres persones, sobretot a Natal, a resistir la neteja ètnica produïda per la implantació de l'apartheid. Això va provocar el ban de molts membres i líders del partit. Un dels seus membres, Eddie Daniels, va passar 15 anys a la presó de Robben Island mentre Nelson Mandela hi era.
El partit va entrar en conflicte directe amb el govern per la deriva que havia près. L'oposició del partit a l'apartheid i la crítica de l'erosió dels drets humans amb lleis que permetien l'empresonament sense judici i la supressió arbitrària de l'oposició política, els anaven distanciant ràpidament. Molts dels seus membres van ser banejats (no podien participar en actes públics; en molts casos no podien sortir de la ciutat on vivient) i perseguits pel mateix govern, que va acabar acusant al Partit Liberal de promoure els objectius del comunisme.
El 1968, el govern sud-africà va aprovar la Llei de Prohibició d'Ingerències Indegudes, que prohibia l'existència de partits amb membres multiracials. El Partit Liberal, doncs, es va veure obligat a triar entre dissoldre's o passar a la clandestinitat, escollint la primera opció. La seva última reunió es va celebrar al Guildhall de Durban.

## Contact
El diari Contact era molt proper al Partit Liberal, tot i que oficialment era una publicació independent. La seva direcció política va ser descrita per Callan de la següent manera:
"De totes maneres, Contact s'ha associat tant per part del públic al Partit Liberal, que sembla un fet merament dels acadèmics insistir en el seu estatus independent."
Tot i així, seria més apropiat dir que la línia del diari era la que marcava Patrick Duncan, més que no pas el Partit Liberal.